# Khariton Laptev
Pour les articles homonymes, voir Laptev.
Khariton Prokofievitch Laptev (en russe : Харитон Прокофьевич Лаптев) est un explorateur de l'Arctique et un officier de marine russe, né en 1700 et mort le 21 décembre 1763.

## Biographie
Né près de Velikié Louki dans une famille de la petite noblesse, il apprend à lire et à compter chez le pope de la paroisse. Il entre à l'Académie navale de Saint-Pétersbourg en 1715 avec son cousin Dmitri Laptev et devient comme lui garde-marine en 1718. Il sert alors dans la Baltique. Si Dmitri est engagé dès le début dans la Deuxième expédition du Kamtchatka, commandée par Vitus Béring, ce n'est pas son cas car il est victime des intrigues de la guerre de succession de Pologne en étant, en 1734, parmi les prisonniers du Mitau capturé, à leur grande surprise, sans combattre par la Marine française alors que la Russie n'est pas en guerre avec la France. Jugés pour trahison par la Russie pour ne pas avoir combattu, Khariton Laptev et les autres officiers du Mitau sont condamnés à mort. Quelques jours avant leur exécution, ils sont innocentés (1736), le commandant de la marine russe ayant oublié de compter la France parmi les ennemis du pays.
Gracié, il est alors admis dans l'expédition grâce à l'insistance de son cousin.
Le 25 mai 1739, il arrive à Yakoutsk avec son cousin et prend le 7 juin le commandement du Yakoutsk. Après les mauvaises expériences de Vassili Prontchichtchev et de Peter Lasinius, morts du scorbut, il prend alors toutes les dispositions pour éviter un même sort. Dans le delta de la Léna, il achète dix chiens de traîneau et rencontre des glaces dès le 21 juillet. Il visite les tombes de Prontchichtchev et de sa femme, il se dirige vers la baie de Khatanga où il arrive le 7 août. Le 21, il entre en baie de Saint-Faddeï et gagne les îles Saint-Samuel (aujourd’hui îles Komsomolskaïa Pravda) où il se heurte à un bloc infranchissable. Le 29 août, il revient à l'entrée de la Bloudnaïa où il entretient d'excellentes relations avec les indigènes.
En octobre 1739, il charge Medvedev d'explorer en traineaux la péninsule de Taïmyr jusqu'à l'embouchure de la Piassina et Tchekine suivre l'embouchure du fleuve Taïmyr, embouchure que celui-ci découvre avant de revenir le 17 mai.
Le Yakoutsk se lance dans une nouvelle tentative le 12 juin 1740 visant à contourner la péninsule de Taïmyr mais ne parvient à atteindre que la baie de Prontchichtcheva (12 août). Encerclé par les glaces, le navire cède et sombre. Devant la situation désespérée, Lapnev décide de rejoindre l'hivernage de la Khatanga. Cinq hommes meurent en chemin et la Khatanga est atteinte à la mi-octobre. Les Nganassanes sauvent les survivants en leur apportant des vivres.
Après avoir renvoyé le gros de la troupe, Laptev continue avec trois petites formations. Le 17 mars 1741, il envoie Semion Tcheliouskine longer la côte pendant que Nikifor Tchekine, parti le 22 avril, doit suivre la côte orientale et rejoindre Tcheliouskine à la Taïmyra. Lui, parti deux jours après Tchekine doit parvenir au même point en passant par le lac Taïmyr. En skis, il arrive le premier et part au devant de Tchekine mais, en raison des difficultés, revient en arrière pour retrouver Tcheliouskine. La rencontre a lieu le 1er juin. Ils rentrent alors ensemble à Doudinka à l'embouchure de l'Ienisseï et ont la surprise d'y rencontrer Tchekine. Celui-ci, aveuglé, avait décidé de rebrousser chemin.
Laptev se réfugie alors à Novaïa Mangazeïa
En 1739-1742, il commande un des groupes de la deuxième expédition du Kamtchatka. Conjointement avec Semion Tcheliouskine, Nikifor Tchekine et G. Medvedev, Laptev décrit la péninsule de Taïmyr entre l'embouchure de la Khatanga et l'embouchure de la Piassina. Pendant que Tcheliouskine atteint le point le plus au nord de l'Eurasie, il explore le centre de la Taïmyr jusqu'à la rive sud du lac. Il découvre  plusieurs des îles de la région.
Après cette expédition, il poursuit sa carrière militaire dans la Flotte de la Baltique et participe à la guerre de Sept Ans. Promu capitaine de vaisseau, entêté par une escroquerie, il tombe malade et meurt en 1763
La mer qui baigne la péninsule de Taïmyr, le cap Tcheliouskine et d'autres points remarquables portent son nom. La mer des Laptev porte son nom et celui de son cousin, Dmitri Laptev.